# Operation Seafire
Operation Seafire ist der vierzehnte James-Bond-Roman, der nicht von Ian Fleming geschrieben wurde. Nach Flemings Tod 1964 wurden andere Autoren von der Ian Fleming Publications Limited beauftragt, die James-Bond-Romanreihe fortzuführen. Der Roman wurde am 4. September 2023 in deutscher Erstveröffentlichung vom Cross Cult Verlag publiziert.

## Inhalt
Mit Hilfe seiner neuen Freundin Flicka von Grüsse macht sich James Bond auf die Jagd nach dem Milliardär Sir Maxwell Tarn, der sich selbst für den nächsten Hitler hält. Commander Bond arbeitet jetzt für MicroGlobe One und nicht mehr für einen kranken M, den er besucht, um ihn aufzumuntern und über das Geschehen auf dem Laufenden zu halten. Die Reise führt 007 über Spanien, Israel und Deutschland nach Puerto Rico.
Während des Falls macht Bond Flicka einen Heiratsantrag. Ein alter Freund taucht wieder auf, um James zu helfen und das Spion-Duo zu trennen.

## Ausgaben
Der Roman Seafire von dem Schriftsteller John Gardner erschien bereits im August 1994 in Großbritannien. Die Erstveröffentlichung in Deutschland fand am 4. September 2023 beim Cross Cult Verlag statt unter dem Titel: Operation Seafire.